# Hohe Veitsch
L'Hohe Veitsch (1.981 m s.l.m.) è la montagna più alta delle Alpi di Mürzsteg nelle Alpi Settentrionali di Stiria.